# 菅野薫
菅野 薫（すがの かおる、1977年9月19日 - ）は、クリエーティブ・ディレクター、クリエーティブ・テクノロジスト。

## 人物
東京都杉並区出身。中・高の6年間は麻布学園に通い、理系の学者を志していたが、受験期間中に親から数学が役立つ社会科学を勧められて経済学に文転。東京大学に進学。在学中はジャズミュージシャンを目指していた。経済学部経済学科を卒業した2002年、電通入社。入社後、データ解析技術の研究開発業務などに従事していたが、2011年頃から徐々に国内外のクライアントの商品サービス開発、広告キャンペーン企画制作、BjörkやBrian EnoやPerfumeなどミュージシャンとのコラボレーションプロジェクトなど、テクノロジーと表現を専門に幅広い業務に従事するようになる。
2016年より、Dentsu Lab Tokyo代表、2019年より、Dentsu Craft Tokyo代表を兼任。2019年より、嘱託社員として電通のエグゼクティブ・プロフェッショナル職エグゼクティブ・クリエイティブ・ディレクター。
2016年リオデジャネイロオリンピック閉会式の『東京2020フラッグハンドオーバーセレモニー』にクリエーティブ・ディレクターとして携わった。東京2020 開会式・閉会式 4式典総合プランニングチームのクリエーティブ・ディレクターの一員に選出。2020年1月、2020東京五輪組織委員会の役職を辞任した。

## 来歴
2012年、東日本大震災時の「インターナビ」の走行実績データをビジュアライズした通行実績情報マップ「CONNECTING LIFELINES」がカンヌライオンズでチタニウムライオン、東京インタラクティブ・アド・アワードのグランプリをはじめ多くの広告賞を受賞。リアルタイムの「インターナビ」の走行実績データをビジュアライズしたウェブサイト「dots now」がD&ADのYellow Pencilをはじめとしたデザイン賞を受賞。
2013年、iPhoneアプリ『RoadMovies』がAppleのAppstoreのベストアプリに選出、『太田雄貴 Fencing Visualized Project』が、東京オリンピック招致最終プレゼンで紹介された。 
2014年、アイルトン・セナの1989年F1日本グランプリでの世界最速ラップ走行データからその走りを音と光でよみがえらせた、本田技研工業インターナビ『Sound of Honda / Ayrton Senna1989』が、国内外の広告やデザイン賞でグランプリを20個を含む118個の賞を受賞。世界で最も表彰されたキャンペーンとなった。
2015年、国立競技場56年の歴史の最後の15分間の演出『SAYONARA国立競技場FINAL “FOR THE FUTURE”』の企画演出を担当。カンヌライオンズ・クリエイティブデータ部門のゴールドなどを受賞。
2016年、「リオ2016大会閉会式 東京2020フラッグハンドオーバーセレモニー」をクリエーティブ・ディレクターとして担当。
2017年、ドイツ・ハノーヴァーで行われたCeBITでのパフォーマンス『CeBIT 2017 Opening Ceremony | Japan Show Act』の企画を担当。 

## 主な企画作品
2011年
- 『CONNECTING LIFELINES』 本田技研工業株式会社 / インターナビ
- 『dots now』 本田技研工業株式会社 / インターナビ

2012年
- 『Honda Smile Mission / プチェコ』 株式会社エフエム東京
- 『dots map』 本田技研工業株式会社 / インターナビ

2013年
- 『RoadMovies』 本田技研工業株式会社 / インターナビ
- 『“Spending all my time (Extended Mix)”　Perfume at Cannes Lions International Festival of Creativity』
- 『Sound of Honda / Ayrton Senna 1989』 本田技研工業株式会社 / インターナビ
- 『Fencing Visualized』 日本フェンシング協会 / 太田雄貴
- 『《LOVE＋1＋1》 やくしまるえつこ+真鍋大度+石橋 素+菅野 薫 』森美術館10周年記念展　「LOVE展：アートにみる愛のかたち」

2014年
- 『SAYONARA国立競技場“For the future”』 JAPAN SPORT COUNCIL / 国立競技場
- 『FUTURE TICKET』 JAPAN SPORT COUNCIL / 国立競技場
- 『JSC 2014「世界を更新しよう。」篇』　JAPAN SPORT COUNCIL / 国立競技場
- “NIPPON” 『FROM NIPPON TO THE WORLD』椎名林檎（テクニカル・ディレクター）

2015年
- 『“Story” Perfume at SXSW』
- “Mouth Mantra” MV  Bjork（テクニカル・サポート）
- 『Perfume 10th Anniversary TVCM』エーザイ株式会社 / チョコラBB

2016年
- 『“Making of Björk Digital –livestreaming-” 』 Bjork
- 『“Quicksand”MV』 Björk
- 『BRIAN ENO’S THE SHIP – A GENERATIVE FILM』 BEATINK / WARPRECORDS
- 『東京2020フラッグハンドオーバーセレモニー』 リオオリンピック2016閉会式
- 『東京2020フラッグハンドオーバーセレモニー』 リオパラリンピック2016閉会式

2017年
- 『CeBIT 2017 Opening Ceremony | Japan Show Act』 日本国政府
- 『GINZA SIX『メインストリート』篇』 GINZA SIXリテールマネジメント株式会社
- 『FUTURE-EXPERIMENT VOL.01距離をなくせ　docomo × Perfume』 NTT docomo 5G
- 『FUTURE-EXPERIMENT VOL.02 視点を拡張せよ。太田雄貴 ✕ ベアトリーチェ・マリア・ヴィオ』 NTT docomo 5G
- 『“パンセ” オープニングムービー』株式会社テレビ東京

2018年
- 『YAMAZAKI MOMENTS』 サントリー / 山崎蒸溜所
- 『“Future Pop” MV』 Perfume ✕ NTT docomo 5G
- 『FUTURE-EXPERIMENT VOL.04 その瞬間を共有せよ。docomo × Perfume』 NTT docomo 5G

2019年
- 『肌美精マスク x Perfume』 クラシエ「肌美精」シートマスクシリーズ
- 『森ビル ブランドムービー｜DESIGNING TOKYO』森ビル株式会社
- 『虎ノ門・麻布台プロジェクト コンセプトムービー｜都市に生きる』森ビル株式会社 / 虎ノ門・麻布台プロジェクト

2021年
- 『ANOTHER LIVE from YAKUSHIMA』 YAKUSHIMA TREASURE (コムアイ×オオルタイチ)

## 主な受賞歴
- JAAA クリエイター･オブ･ザ･イヤー（2014年、2016年）
- CannesLions チタニウム部門 グランプリ / チタニウムライオン
- D&AD  Black Pencil（最高賞）/ Yellow Pencil
- One Show -Automobile Advertising of the Year-
- London International Awardsグランプリ
- Spikes Asiaグランプリ
- ADFEST グランプリ
- ACCグランプリ・総務大臣賞（2014年、2015年、2017年、2018年）
- 東京インタラクティブ・アド・アワード グランプリ
- Yahoo! internet creative awardグランプリ
- 文化庁メディア芸術祭 エンターテイメント部門 大賞
- Prix Ars Electronica 栄誉賞
- STARTS PRIZE 栄誉賞
- グッドデザイン金賞

## 親族
- 父方の高祖父は、児玉源太郎。
- 父方の大叔父は、村上七郎（元関西テレビ放送社長）。
- 母方の祖父は、病理学者の吉田富三（元東京大学医学部長、元癌研究会癌研究所所長）。
- 母方の伯父は、演出家、テレビディレクターの吉田直哉（元NHK特別主幹）。